# Johan Emanuel Thorin
Johan Emanuel Thorin, född 19 mars 1862 i Torsås församling, död 5 juni 1930 i Åtvidaberg, var en svensk fotograf, främst verksam i och omkring Åtvidaberg.

## Biografi[1]
Thorin föddes i Torsås i Kalmar län. 1885 avlade han folkskollärarexamen i Växjö och efter en tjänstgöring i Södertälje från 1887 blev han år 1890 ordinarie lärare i Åtvidaberg. Vid sidan av läraryrket ägnade han sig åt fotografi, vilket han fattade intresse för i Södertälje och lärde sig genom fotografen Gösta Planting-Bergloo.
Thorin tog bland annat landskapsbilder och bilder av miljöer och människor samt av arkitektur. Han fick flera utmärkelser vid fotografiska utställningar och i tävlingar. Han fotograferade för Svenska Turistföreningen, STF, och fick priser i Turistföreningens tävlingar 1900 och 1902, samt ett stort resestipendium 1904. Under sin stipendieresa fotograferade han bland annat i Blekinge.
Johan Emanuel Thorin var innehavare av Firma Joh. E. Thorin som etablerades den 1 oktober 1892 i Åtvidaberg. Thorin blev medlem i Svenska Fotografers Förbund och när Östra kretsen startades år 1915 blev han dess ordförande. Denna post innehade han till 1919, då han avgick på grund av sviktande hälsa, och blev då istället vice ordförande. Han var styrelsesuppleant 1908, 1909.
Vid sidan av porträtt- och landskapsbilder dokumenterades godsen Adelsnäs och Bjärka Säby ingående.  Johan Emanuel Thorins fotografiska rörelse i Åtvidaberg övertogs av hans dotter Ingeborg.

## Fotosamling
Större delen av Thorins samling, bestående av omkring 12 000 glasnegativ, är skänkt till Åtvids hembygdsförening. Dokumentationen kring Bjärka Säby, ca 1200 fotoplåtar, är skänkt till Östergötlands museum. Ett mindre antal fotografier finns även på Tekniska museet och Nordiska museet.

## Bildgalleri

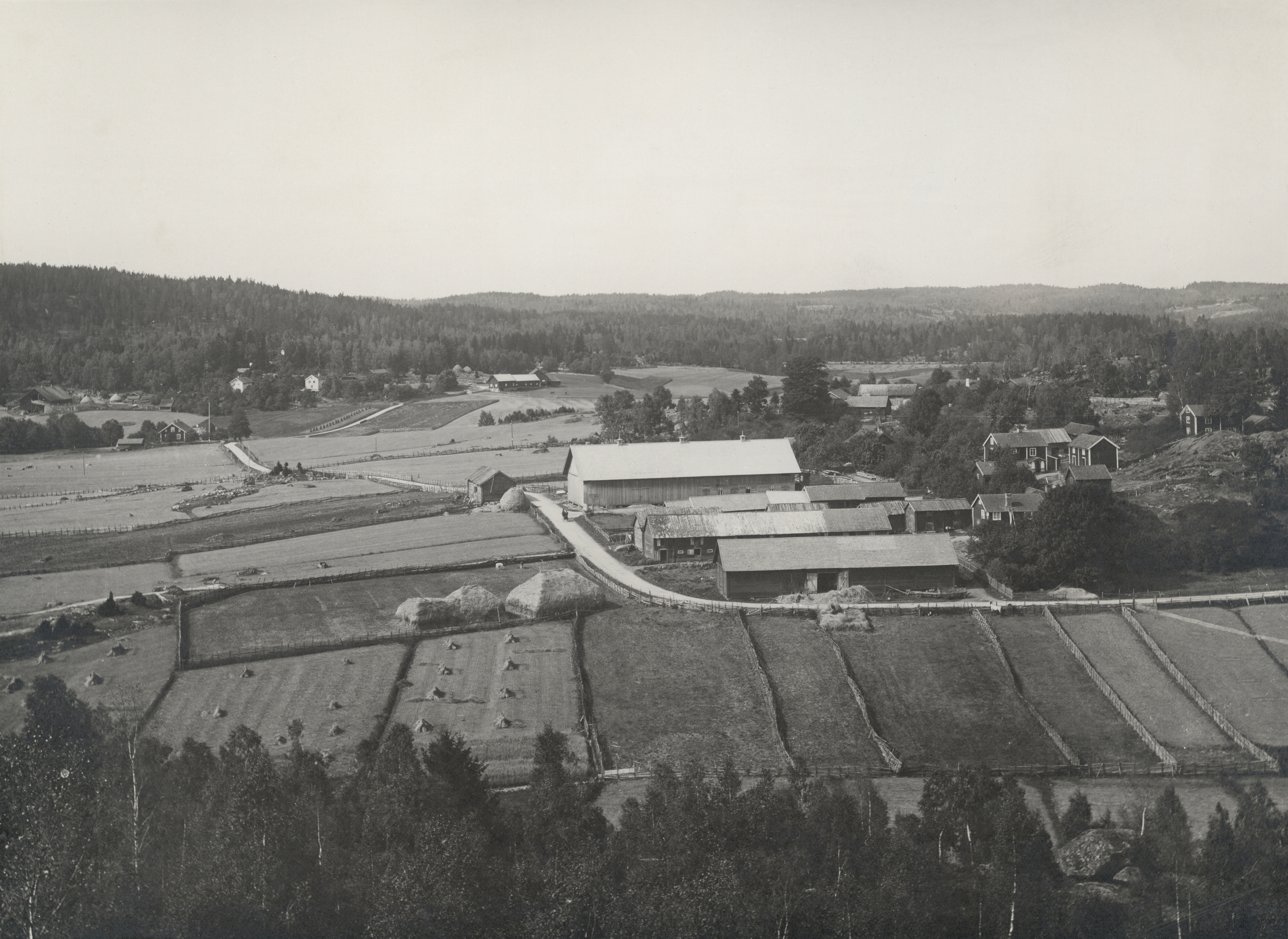
Näsby oskiftade by, Östergötland, 1898.
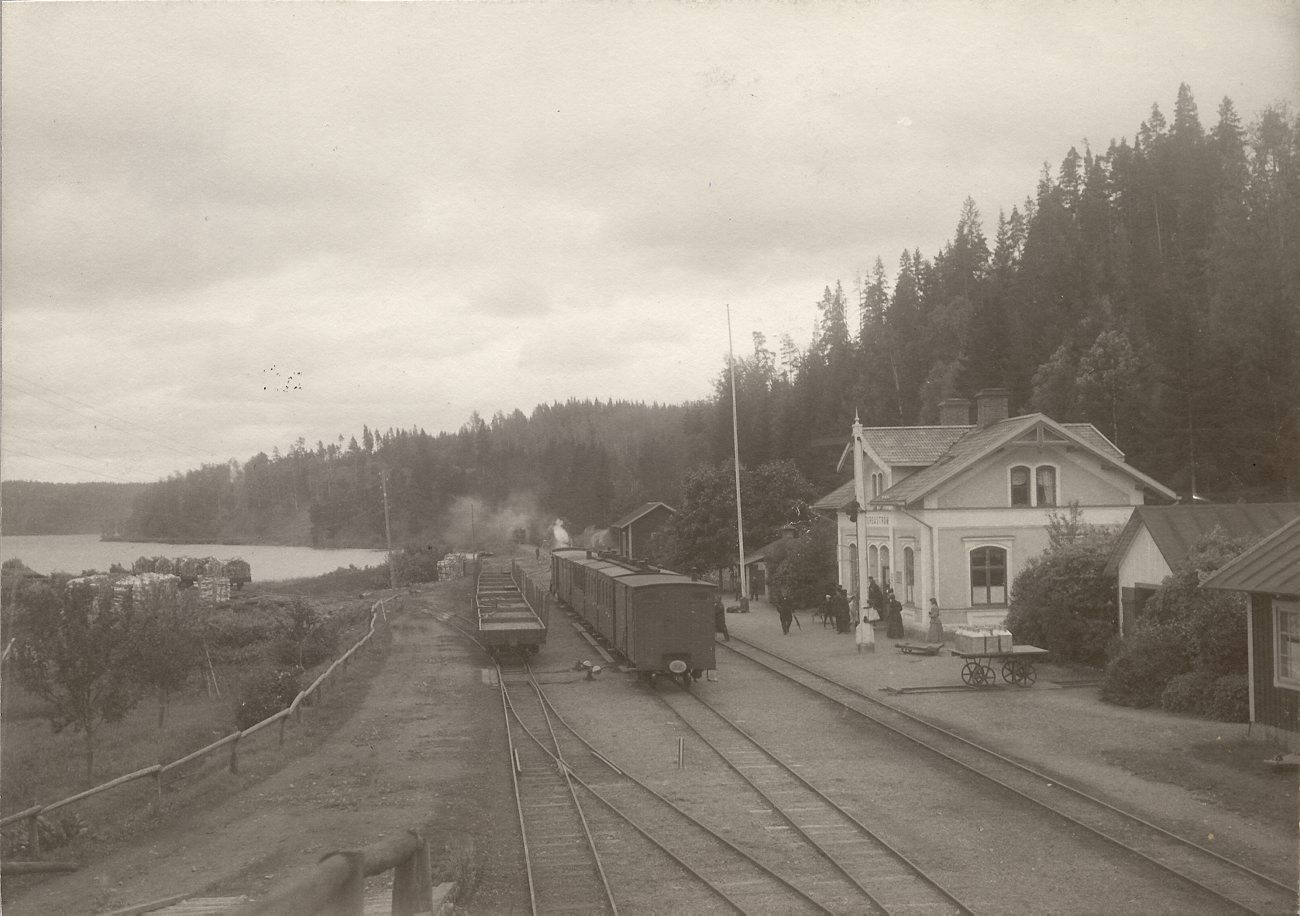
Forsaströms järnvägsstation, 1902.
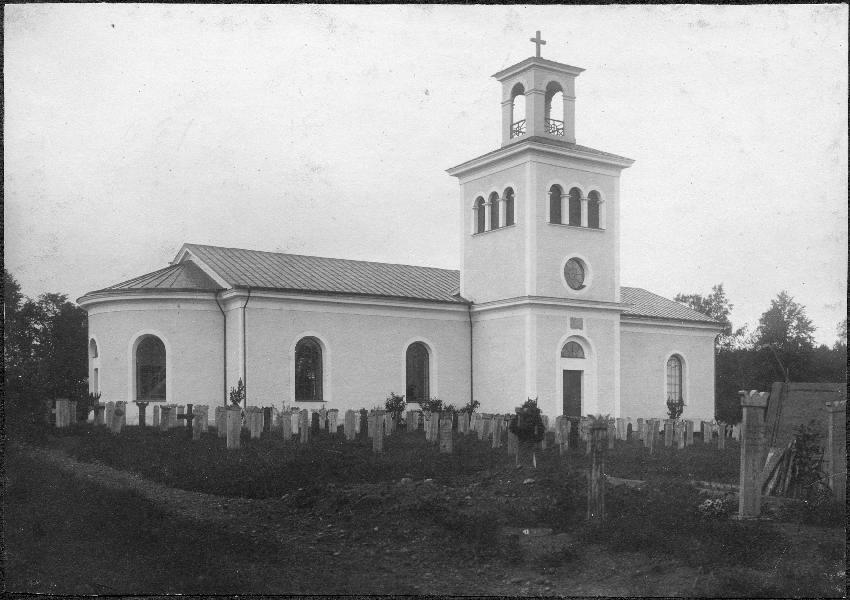
Ukna kyrka, 1902.
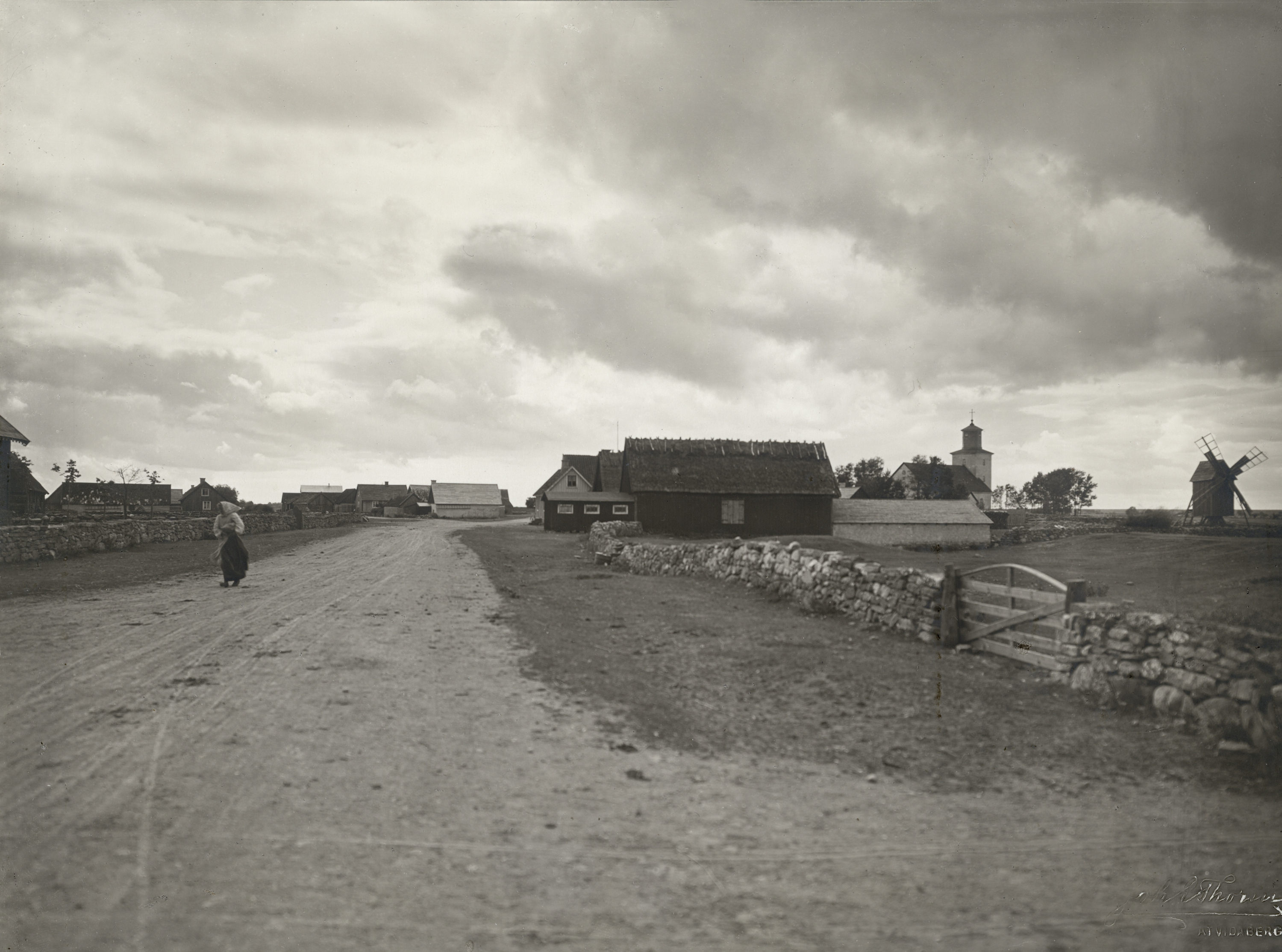
Gårdby på Öland, 1906.
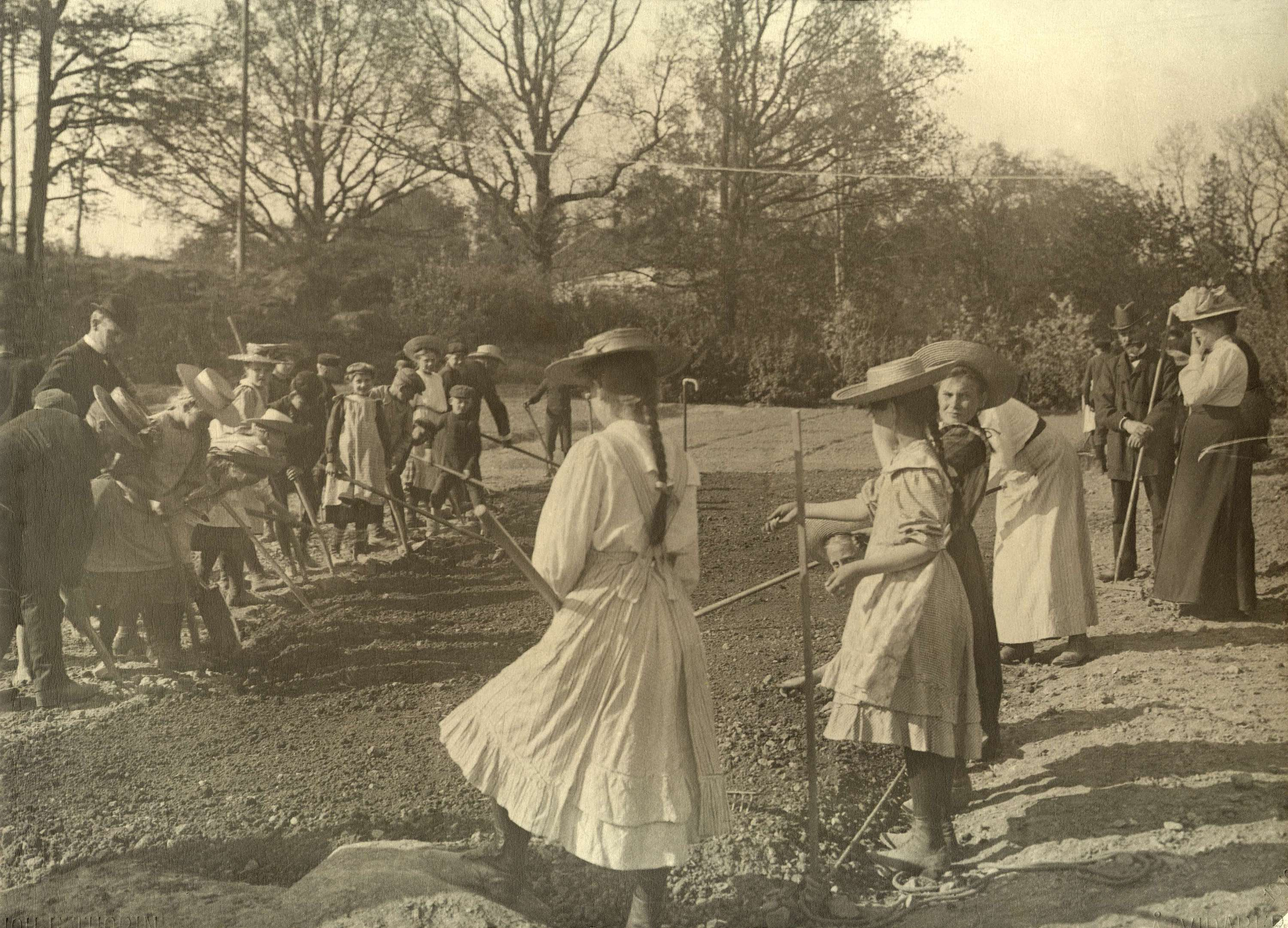
Grävning i skolträdgård, Åtvidaberg, 1910.
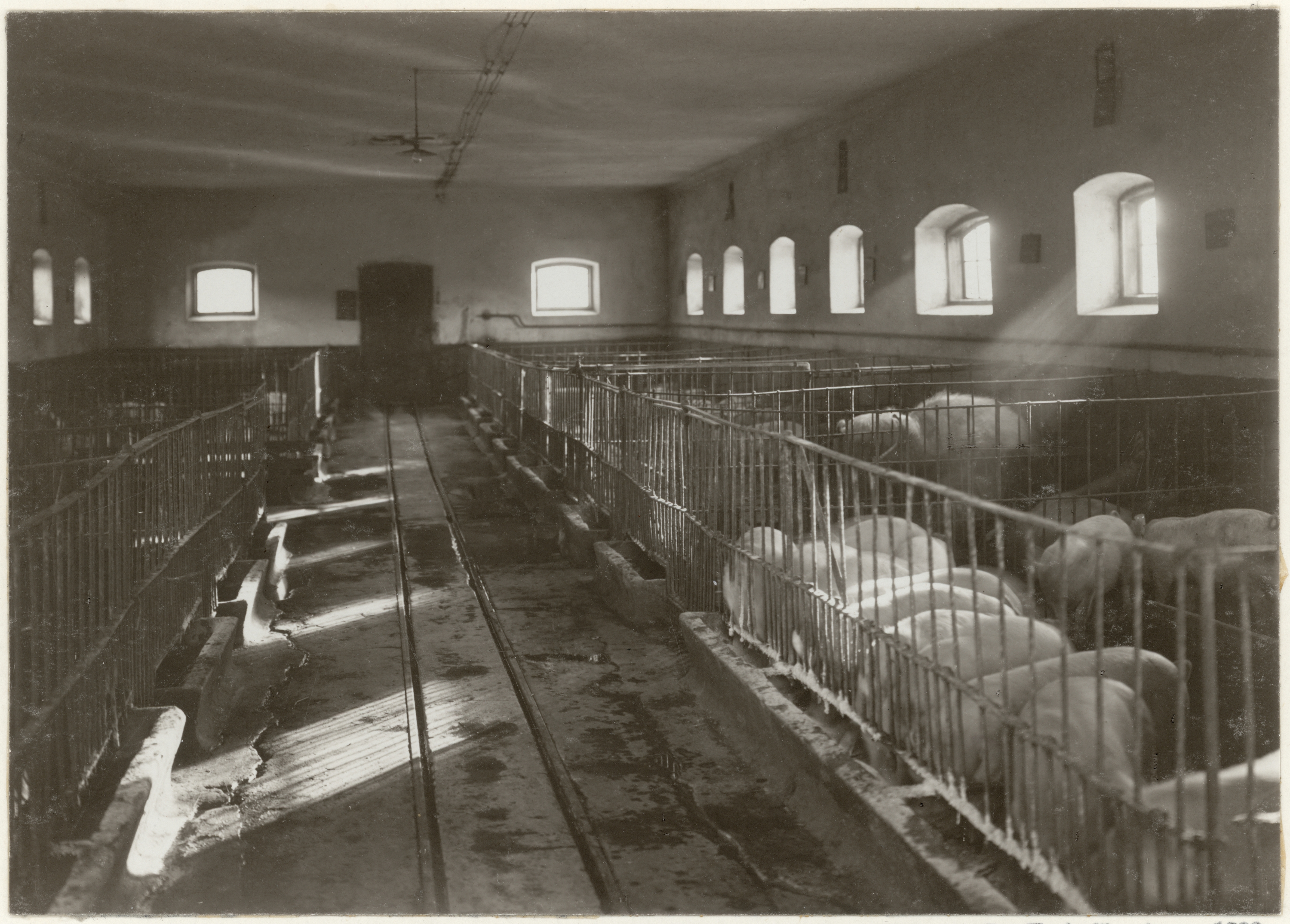
Interiör från svinhus, Bjärka-Säby, 1911.
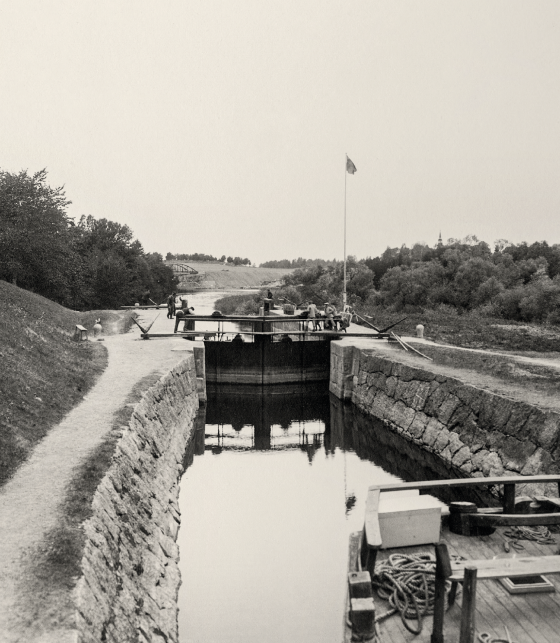
Slattefors sluss, vy uppströms mot norr
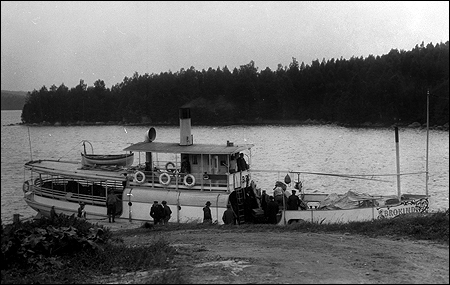
S/S Brokind på Kinda kanal

- Wikimedia Commons har media som rör Johan Emanuel Thorin.